# Bojano
Bojano est une commune de la province de Campobasso dans la région Molise en Italie. Ses habitants sont appelés les Bojanesis.

## Histoire
"Bovianum" fut, selon Strabon, fondée par des Sabins sur un territoire appartenant aux  Opiques, et deviendra une importante ville Samnite.
Vers 1053, Bojano devint le siège d'un comté fondé par l'aventurier normand Rodolphe de Moulins (Rodolfo de Molisio), fils de Guimond de Moulins ; Rodolphe donnera son nom à la région Molise.

## Patrimoine architectural
- Cathédrale Saint-Barthélémy (XIe siècle);
- Église de Sainte-Marie-du-Pauvre (XVe siècle);
- Èglise de Saint-Blaise E. M. (XIIIe siècle);
- Église de Saint-Michel-Archange (VIe siècle);
- Église de Saint-Jean-Baptiste (XVe siècle);
- Église de Sainte-Marie-des-Grâces (XVIIIe siècle);
- Palais Ducal (XVe siècle);
- Palais Colagrosso (XIXe siècle).

## Personnalités

### Personnalités nées à Bojano
- Emilio Gentile (1946), professeur d'histoire contemporaine à l'université de Rome « La Sapienza ».

## Administration
| Période                                  | Période     | Identité          | Étiquette     | Qualité |
| ---------------------------------------- | ----------- | ----------------- | ------------- | ------- |
| 30 mai 2006                              | 6 juin 2016 | Antonio Silvestri | Lista Civica  |         |
| 6 juin 2016                              | En cours    | Marco Di Biase    | Bojano Futura |         |
| Les données manquantes sont à compléter. |             |                   |               |         |

## Film tourné à Bojano
- 1952 : Il prezzo dell'onore de Ferdinando Baldi

### Hameaux
Alifana, Campi Marzi, Castellone, Ciccagne, Chiovitti, Civita Superiore, Codacchio, Cucciolene, Fonte delle Felci, Imperato, Lipiilli, Majella, Malatesta, Monteverde, Pallotta, Pietre Cadute, Pinciere, Pitoscia, Pitti, Prusciello, Rio Freddo, Santa Maria dei Rivoli, Sant'Antonio Abate, Tilli Tilli

### Communes limitrophes
Colle d'Anchise, Macchiagodena, San Gregorio Matese, San Massimo, San Polo Matese, Sant'Elena Sannita, Spinete

### Évolution démographique
Habitants recensés

## Sport
La ville dispose de plusieurs installations sportives, parmi lesquelles le Stade Adriano Colalillo, qui accueille la principale équipe de football de la ville, l'Union Soccer Bojano 62.